# Kuuku-ya’u
Kuuku-ya’u är ett australiskt språk som talades av 50 personer år 1996. Kuuku-ya’u talas i Queensland. Kuuku-ya’u tillhör de pama-nyunganska språken.